# Julian Marchlewski
Julian Marchlewski (polonès: Julian Baltazar Marchlewski)  (Włocławek, 17 de maig de 1866 - Bogliasco, 22 de març de 1925) va ser un polític i funcionari comunista poloneso-soviètic de formació econòmica, també conegut com a Julius Karski i com a Kujawiak. Va ser un economista expert en qüestions agrícoles que va prendre part en la preparació del programa polític bolxevic per als camperols i va escriure diversos treballs científics i ideològics.
El 1889 va ser membre fundador de la Unió de Treballadors Polonesos. El 1893, juntament amb Rosa Luxemburg i Leo Jogiches, va fundar el partit Socialdemocràcia del Regne de Polònia (SDKP), el qual, a causa dels arrests massius a partir de 1895, es convertiria més tard en el partit Socialdemocràcia del Regne de Polònia i Lituània (SDKPiL).
El 1906 va esdevenir bolxevic, i va emigrar a Alemanya per evitar la persecució tsarista. Durant la Primera Guerra Mundial, va participar en el moviment socialdemòcrata alemany i en la fundació de la Lliga Espartaquista. Va ser arrestat i posteriorment intercanviat a Rússia a canvi d'un espia alemany.
El 1919, durant la Guerra poloneso-soviètica, va prendre part en les negociacions amb Polònia, encapçalant el Comitè Revolucionari Provisional Polonès de 1920, que planejava la declaració d'una república socialista soviètica a Polònia.